# Babatunde Olatunji

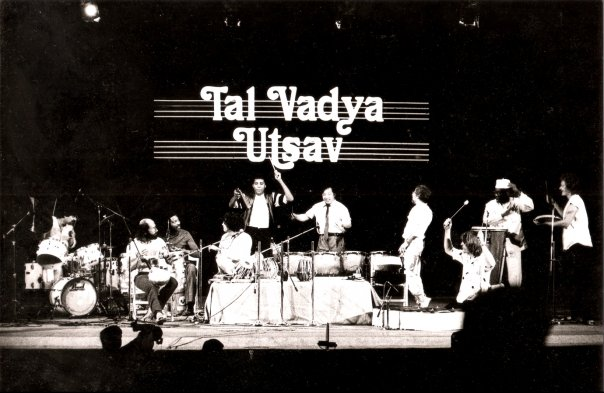
Babatunde Olatunji, o segundo da direita para a esquerda, no Festival Internacional de Tambores e Percussão Tal Vadya Utsav, no Auditório Siri Fort, Nova Deli, Índia, 1985

Babatunde Olatunji (Ajido, 7 de abril de 1927 – Salinas, 6 de abril de 2003) foi um percussionista, educador e ativista social nigeriano.

## Biografia
Olatunji nasceu na aldeia de Ajido, perto de Badagry, Estado de Lagos, no sudoeste da Nigéria. Pertencente ao povo Yoruba, Olatunji foi apresentado bem cedo à música africana tradicional. Ele leu, na revista Reader's Digest, sobre o programa de bolsas de estudo do Clube Rotary International e se candidatou. Viajou para os Estados Unidos em 1950.

### Formação
Olatunji recebeu uma bolsa de estudos do Rotary em 1950 e estudou no Morehouse College, em Atlanta, Geórgia, onde ele desejava cantar no Morehouse College Glee Club, sem nunca tê-los feito. Olatunji era um bom amigo do diretor do Glee Club, Dr. Wendell P. Whalum, e colaborou com ele em uma peça fixa do repertório do coral, "Betelehemu", um conto de Natal nigeriano. Depois de se formar na Morehouse, ele foi para a Universidade de Nova Iorque, para estudar administração pública. Lá, ele começou um pequeno grupo de percussão para ganhar dinheiro adicional enquanto prosseguia seus estudos.

### Carreira musical
Depois de ouvir Olatunji tocar ao vivo com a orquestra de 66 integrantes da Radio City Music Hall, John Hammond, da Columbia Records A&R, fez Olatunji assinar contrato com o selo Columbia, em 1957. Dois anos mais tarde, ele lançou o primeiro de seis álbuns pelo selo Columbia, com o nome Drums of Passion. Este se tornou um grande sucesso e continua em catálogo; a obra apresentou a world music para muitos dos ouvintes estadunidenses. Drums of Passion também serviu como o nome da banda.
Olatunji ganhou seguidores dentre no meio do jazz, mantendo em especial uma forte relação com John Coltrane, que o ajudou a fundar o Centro Olatunji de Cultura Africana no bairro do Harlem. Esse foi o local da última apresentação gravada do saxofonista. Coltrane escreveu a composição "Tunji", dedicada ao amigo, no álbum Coltrane, de 1962. Olatunji gravou com muitos outros músicos proeminentes (muitas vezes creditado como "Michael Olatunji"), incluindo Cannonball Adderley (em seu álbum de 1961 Africana Valsa), Horace Silver, Quincy Jones, Pee Wee Ellis, Stevie Wonder, Randy Weston, e com Max Roach e Abbey Lincoln na conhecida suíte Freedom Now aka We Insist!, assim como com Mickey Hart. integrante do Grateful Dead, em seus projetos Planet Drum, vencedor do Grammy. Ele também é mencionado na composição "I Shall Be Free", de Bob Dylan, gravada no álbum The Freewheelin' Bob Dylan.
Em 1969, Carlos Santana teve grande sucesso com sua versão da música "Jin-go-lo-ba", do primeiro álbum de Olatunji, que Santana gravou como "Jingo" em seu álbum de estréia, Santana.
Gravações posteriores de Olatunji incluem Drums of Passion: The Invocation (1988), Drums of Passion: The Beat (1989) (com a participação de Airto Moreira e Carlos Santana), Love Drum Talk (1997), Circle of Drums (de 2005; originalmente intitulada Cosmic Rythm Vibrations, com Muruga Booker e Sikiru Adepoju), e Olatunji Live at Starwood (2003 – gravado em no Festival Starwood de 1997) convidando Halim El-Dabh. Ele também contribuiu para o Peace Is The World Smiling: A Peace Anthology For Families, no selo Music For Little People (1993).

### Teatro e cinema
Olatunji compôs músicas para as produções de Raising in the Sun como musical da Broadway e como filme de Hollywood. Ele colaborou com Bill Lee na música para o filme de sucesso de seu filho Spike Lee, Ela Quer Tudo.

### Ativismo
Olatunji ficou conhecido por fazer um discurso inflamado em prol da justiça social antes de tocar diante de uma platéia ao vivo. Suas posições políticas progressistas são descritas em A Batida do Meu Tambor: Uma Autobiografia, com prefácio de Joan Baez, (Temple University Press, 2005). Ele visitou o Sul dos EUA com o Reverendo Martin Luther King Jr e juntou-se a ele na marcha sobre Washington.
Quando ele se apresentou para a Assembleia Geral das Nações Unidas, o primeiro-ministro soviético Nikita Khrushchev tirou os sapatos e dançou. Mais tarde, ele foi um dos primeiros artistas estrangeiros a se apresentar em Praga, a pedido de Václav Havel. Em 21 de julho de 1979, participou do Festival Amandla, ao lado de Bob Marley, Dick Gregory, Patti LaBelle e Eddie Palmieri, entre outros.

### Atuação como professor
Olatunji foi um professor de música, tendo inventado um método de ensino e gravação de ritmos de tambor que ele chamou de a "Gun-Dun, Go-Do, Pa-Ta", método nomeado segundo os diferentes sons produzidos no tambor. Ele ministrou oficinas de tambor e dança durante todo o ano, começando no final da década de 1950. Ao longo dos anos, apresentou workshops em faculdades, universidades e organizações cívicas, culturais e governamentais, nos EUA e em outros países.

## Últimos anos e morte
Poucos anos antes de sua morte, Olatunji estabeleceu residência na costa de Big Sur. Tornou-se professor-residente no Esalen Institute. Nessa época, já sofria consequências graves da diabetes e era assistido por Nora Arjuna, Leo Thompson e Leon Ryan até pouco antes de sua morte, em Salinas,  na Califórnia, em 2003, um dia antes de seu 76º aniversário.

## Prêmios
- Olatunji participou dos projetos Planet Drums, de Mickey Hart, incluindo o álbum Planet Drum, que ganhou o Grammy Award de Melhor Álbum de World Music em 1991, primeiro ano dessa categoria.[3]
- Foi um dos indicados para o Hall da Fama da Percussive Arts Society em 2001.[4]